# Нитекрылки

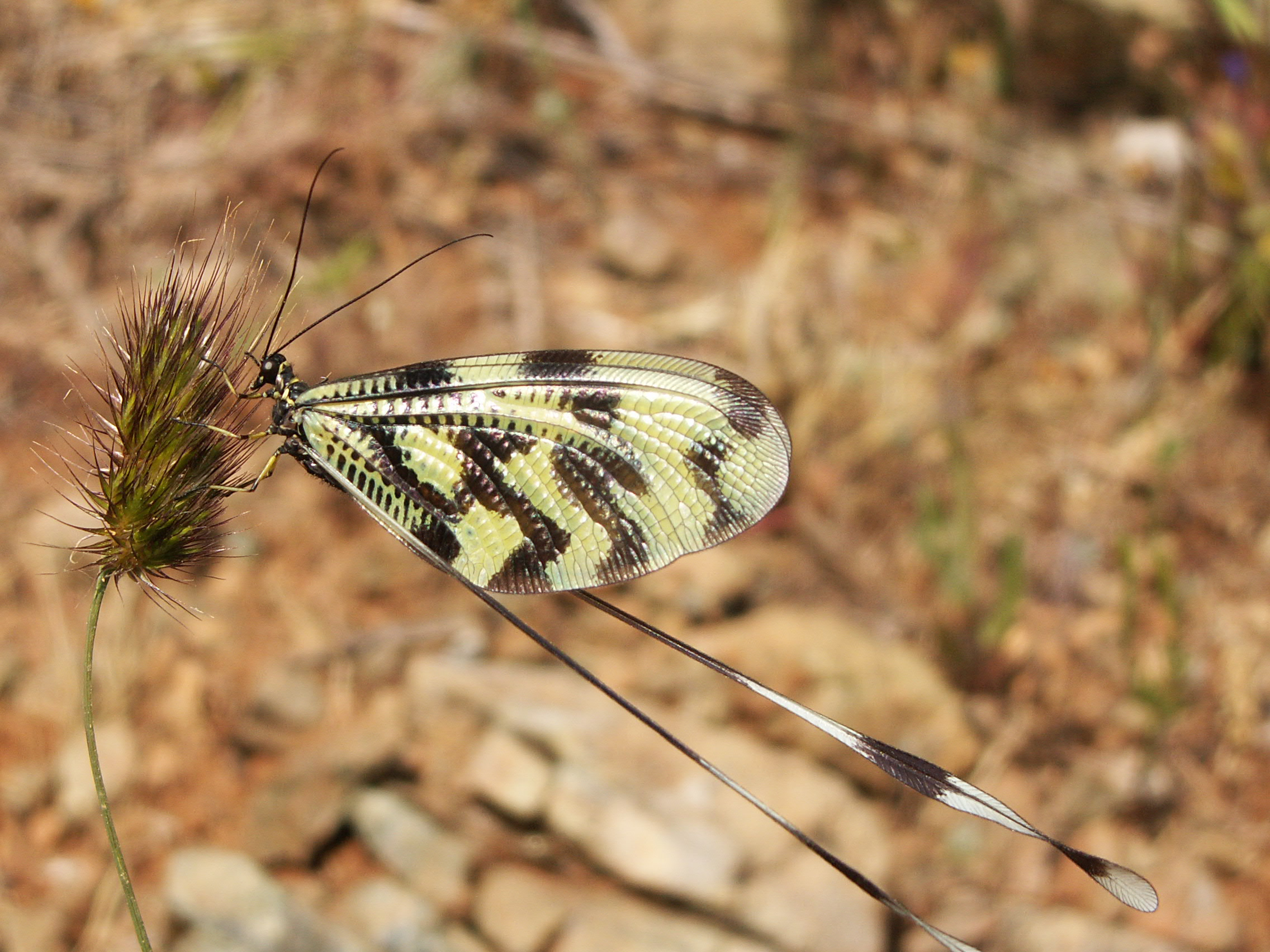
Нитекрылка закавказская (Nemoptera sinuata)

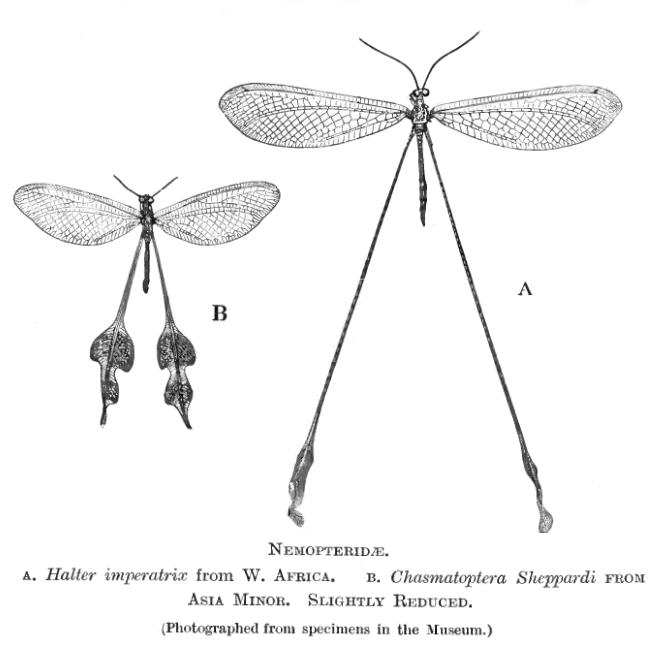
Halter imperatrix (слева) и
Chasmatoptera sheppardi (справа)

Нитекрылки (лат. Nemopteridae) — семейство насекомых из отряда сетчатокрылых (Neuroptera). Науке известно около 150 видов нитекрылок, разделяемых на два подсемейства. В Европе встречаются лишь семь видов. Основной сферой обитания этих насекомых являются пустыни и засушливые регионы Земли.

## Физиология
Передние крылья нитекрылок насчитывают в длину от 7 до 35 мм, задние от 19 до 90 мм. Задние крылья очень тонкие, что дало этим насекомым их название. На конце эти нитеобразные крылья иногда имеют небольшие расширения. Передние крылья у некоторых видов покрыты пёстрыми пятнами. Голова узкая и с хоботком, фасеточные глаза находятся по бокам. Личинки схожи с муравьиными львами. У представителей подсемейства Crocinae очень удлинена передняя грудь, впервые личинок этого подсемейства обнаружили в 1833 году в египетских гробницах.

## Поведение
Нитекрылки активны, в зависимости от вида, как в ночное, так и в дневное время и могут встречаться в крупных количествах. Имаго питаются пыльцой. Личинки подсемейства Nemopterinae живут в песке и пожирают яйца муравьёв. Личинки Crocinae живут в пыли в маленьких норках, которые они сами выкапывают. К их добыче относятся сеноеды и другие насекомые. Развитие нитекрылок занимает от одного до трёх лет.

## Палеонтология
Ископаемые представители известны с раннего мелового периода (122,46—112,03 млн лет), найдены в Бразилии в штате Сеара. Древнейшие представители подсемейства Crocinae были найдены в меловом бирманском янтаре. К нитекрылкам по жилкованию крыльев близки представители вымершего семейства Araripeneuridae. 

## Классификация
Семейство Nemopteridae выделено немецким естествоиспытателем Германом Бурмейстером в 1939 году. В семейство включают следующие подсемейства и роды:
- Род Afghanocroce
- Род Amerocroce
- Род Anacroce
- Род Apocroce
- Род Austrocroce
- Род Brevistoma
- Род Carnarviana
- Род Chasmoptera
- Род Concroce
- Род Croce
- Род Derhynchia
- Род Dielocroce
- Род Halter
- Род Halterina
- Род Knersvlaktia
- Род Laurhervasia
- Род Moranida
- Род Necrophylus
- Род Nemeura
- Род Nemia
- Род Nemopistha
- Род Olivierina
- Род Palmipenna
- Род Parasicyoptera
- Род Savigniella
- Род Semirhynchia
- Род Sicyoptera
- Род Stenorrhachus
- Род Thysanocroce
- Род Tjederia
- Род Veurise
- Подсемейство Crocinae
  - Род Josandreva
  - Род Pastranaia
  - Род Pterocroce
- Подсемейство Nemopterinae
  - Род Barbibucca
  - Род Lertha
  - Род Nemoptera
  - Род Nemopterella

## Виды в Европе
- Josandreva sazi Navás, 1906
- Lertha ledereri (Selys-Longchamps, 1866)
- Lertha sofiae  Monserrat, 1988
- Nemoptera bipennis (Illiger, 1812)
- Nemoptera coa (Linnaeus, 1758)
- Nemoptera sinuata Olivier, 1811
- Pterocrose capillaris (Klug, 1836)